# 西平郡 (東晉)
西平郡，中国古代的郡。
東晋咸和年間（326年至334年）置（《中國行政區劃通史·三國晉南朝卷》頁877。《宋書》誤作永嘉五年置），治所在西平县（今广西壮族自治区西林县东南西平）。辖境相当今广西壮族自治区右江上游与南盘江流域之间地区。南朝梁废。